# Femme Bison Blanc

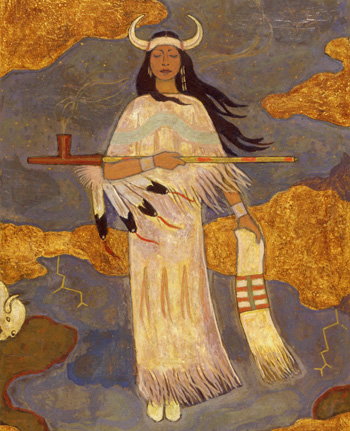
Apparition of the Buffalo Calf Maiden
(détail d'un tableau de Frithjof Schuon, 1959).

White Buffalo Calf Woman ( Lakȟótiyapi : Ptesáŋwiŋ ) ou White Buffalo Maiden, Femme Bisonneau Blanc  est une femme sacrée d'origine surnaturelle, au cœur de la religion lakota en tant que principal prophète culturel. Les traditions orales racontent qu'elle apporta les « Sept Rites Sacrés » au peuple Lakota.

## Histoire
L'histoire amérindienne raconte qu'il y a 19 générations, il y eut une période de famine. Le chef des Lakota envoie deux éclaireurs pour repérer des bisons. Ils parcoururent les « Black Hills sacrées » (littéralement les « collines noires sacrées ») dans le Sud du Dakota. Alors qu’ils commençaient à désespérer à repérer des bisons, les deux jeunes hommes virent un nuage blanc au loin. Puis, du nuage ils aperçurent une grande silhouette s’approcher d’eux. Ils la prirent d’abord pour un veau de bison blanc. En s’approchant, ils virent qu'il s'agissait d'une belle jeune fille indienne habillée d'une fourrure de peau de daim blanc. Elle avait les cheveux, la peau et les yeux noirs. L'un des hommes était rempli de désir charnel pour la femme. Il s'est approché d'elle, disant à son compagnon qu'il tenterait de la posséder. Son compagnon l'a averti qu'elle semblait être une femme sacrée et que de tels désirs sont sacrilèges. Ses conseils ont été ignorés.
Le deuxième homme regarda le premier s'approcher pour embrasser la femme. Un nuage noir enveloppa le couple. Lorsque le nuage a disparu, il ne restait plus de son compagnon qu’un tas d’os au pied de la femme. Pris de crainte, il se prosterne. Mais la femme lui fit signe d'avancer, lui disant qu'aucun mal ne lui arriverait, car elle pouvait voir dans son cœur et il n'avait pas les motifs obscurs de possession charnelle que le premier homme avait.
La femme lui parlait en lakota. Le jeune homme en conclu qu'elle faisait partie de son peuple et s'est avancé.
Elle lui dit « Un homme qui regarde d’abord la beauté extérieure d’une femme ne connaîtra jamais sa beauté divine, car il est aveuglé. Mais un homme qui voit dans l’esprit d’une femme une Merveille et qui voit d’abord sa beauté dans l’esprit et la vérité, cet homme connaîtra la « Divinité » dans cette femme. »
La femme a expliqué qu'elle était wakȟáŋ (sainte). Elle a en outre expliqué que s'il faisait ce qu'elle avait demandé, son peuple se relèverait de la famine. L'éclaireur a promis de faire ce qu'elle avait demandé. Elle lui dit de retourner à son campement, d'appeler le Conseil et de préparer un festin pour son arrivée. Elle enseigna aux Lakotas sept cérémonies sacrées pour protéger la Terre-Mère et leur donna le čhaŋnúŋpa, la pipe cérémonielle sacrée.
Les sept cérémonies sont :
1. Inípi (loge de sudation de purification)
2. Haŋbléčheyapi (pleurer pour la vision)
3. Wiwáŋyaŋg Wačhípi (cérémonie de la Danse du soleil)
4. Huŋkalowaŋpi (cérémonie d’adoption ou de formation de parenté)
5. Išnáthi Awíčhalowaŋpi (cérémonie de la puberté féminine)
6. Tȟápa Waŋkáyeyapi (lancer de balle)
7. Wanáǧi Yuhápi (garde de l'âme) [1]

Chaque partie du čhaŋnúŋpa (tige, bol, tabac, haleine et fumée) symbolise les relations entre le monde naturel, les éléments, les humains et les êtres spirituels qui maintiennent le cycle de l'univers.